# Conostylis aurea
Conostylis aurea är en enhjärtbladig växtart som beskrevs av John Lindley. Conostylis aurea ingår i släktet Conostylis och familjen Haemodoraceae. Inga underarter finns listade.